# ایستگاه قطار شهری کاوه
ایستگاه قطار شهری کاوه یکی از ایستگاه‌های خط ۱ متروی اصفهان که در خیابان کاوه، جنب پایانه اتوبوسرانی کاوه واقع شده‌است. این ایستگاه هفتمین ایستگاه این خط است که در مهر ۱۳۹۴ همراه با افتتاح قطار شهری اصفهان مورد بهره‌برداری قرار گرفت. این ایستگاه به عنوان یک مرکز مسافربری بین استانی عمل خواهد کرد. ایستگاه قبلی در ضلع شمالی ایستگاه جابر و ایستگاه بعدی در ضلع جنوبی ایستگاه شهید چمران است.

## راه‌آهن تندرو تهران-قم-اصفهان
راه‌آهن تندرو تهران-قم-اصفهان نخستین طرح قطار تندرو در ایران است که هم‌اکنون در حال ساخت است، برنامه‌هایی برای احداث ایستگاه در این مکان نیز وجود دارد.